# Gorro de penas

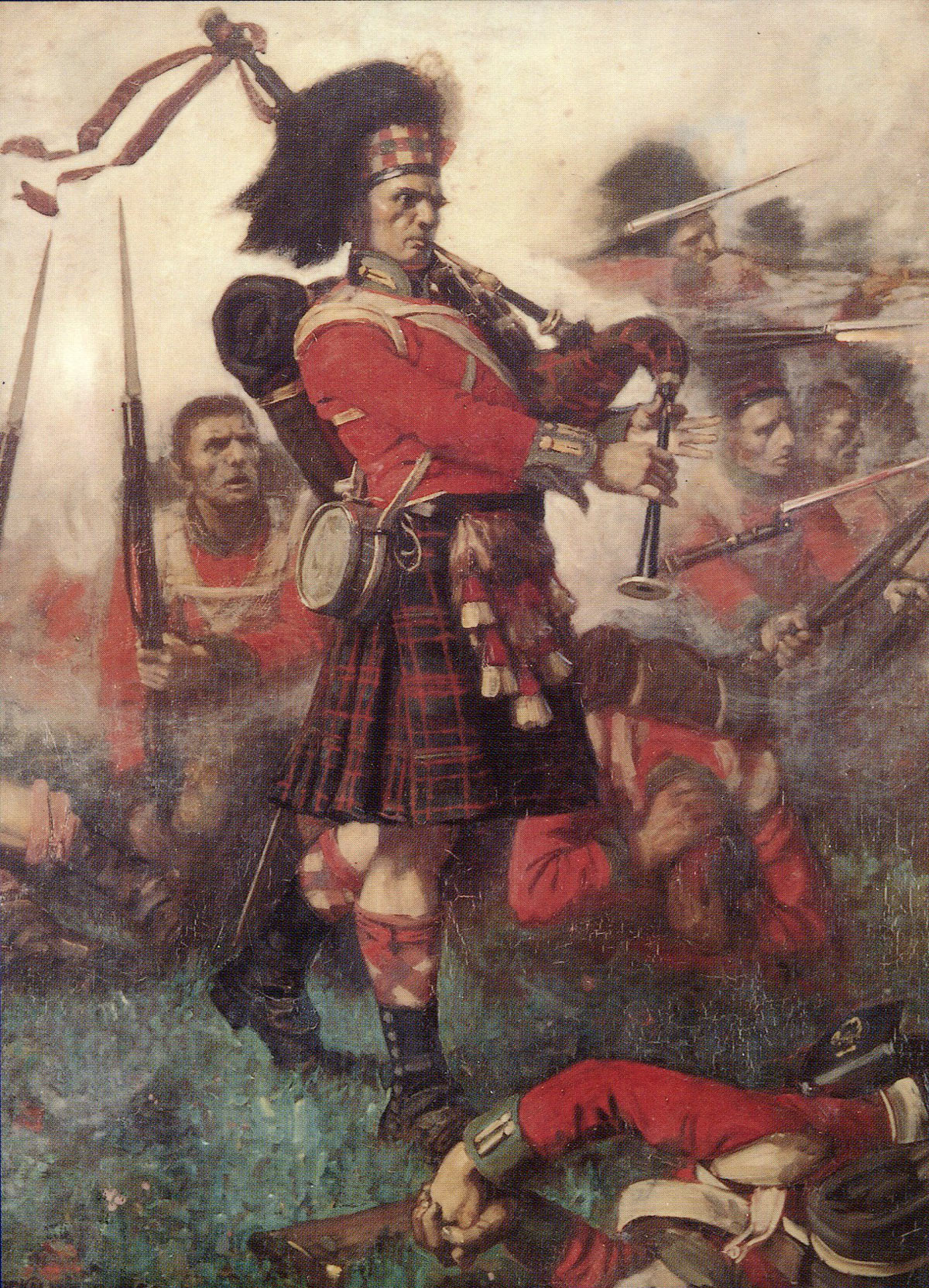
O Flautista dos "Cameron Highlanders da Rainha", Kenneth MacKay, incita as tropas das Terras Altas na Batalha de Waterloo, em 1815, pintura de William Lockhart Bogle. Ele usa um gorro de penas de c. 1800.

O gorro de penas é um tipo militar de acessório de cabeça usado principalmente pelos regimentos de infantaria escoceses das Terras Altas do Exército Britânico, no período entre cerca de 1763 até a eclosão da Primeira Guerra Mundial. Agora é usado principalmente por flautistas e bateristas em várias bandas em todo o mundo. Também é usado de maneira semelhante por regimentos em vários exércitos da Commonwealth.

## História
O gorro de penas começou com o gorro de malha azul com borda quadriculada. Este foi sustentado e usado com uma alta penugem. Durante os séculos XVII e XVIII, os montanheses que usavam este chapéu começaram a adicionar penas de avestruz para decorá-lo. Esta decoração evoluiu para uma cobertura completa do gorro original. As penas de avestruz foram então entrelaçadas em uma gaiola leve, produzindo a altura. O gorro de penas tem uma ou mais (geralmente 4 ou 5) "caudas" que pendem abaixo da faixa da cabeça, e o distintivo do regimento e a penugem são exibidos à esquerda.
Existem paralelos entre a evolução do gorro dos Highlands entre 1760 e 1790 e os postos dos regimentos Highland na América do Norte neste período. A influência dos acessórios de cabeça dos nativos americanos nos gorros dessas tropas é provável, pois as fotos contemporâneas dos Highlanders na Escócia não mostram ornamentação semelhante com penas, exceto as de alguns chefes de clã. No retorno da 42º regimento à Grã-Bretanha em 1790, um relatório oficial comentou que "seus gorros estão totalmente desfigurados. Eles são tão cobertos com penas altas que parecem gorros de granadeiros de pele de urso preto." 

## Uso
O gorro de penas foi usado por todos os regimentos escoceses das terras altas em um momento ou outro. Exemplos incluem o Black Watch (red Hackle) e os Seaforth Highlanders, Gordon Highlanders, Queen's Own Cameron Highlanders e Argyll and Sutherland Highlanders (todos com cabelos brancos). Apesar de sua aparência elaborada, o gorro de penas é uma peça militar altamente prática, pois é leve e a gaiola interna oferece proteção contra golpes. William Gordon-Alexander, um oficial dos Sutherland Highlanders que serviu na Índia na década de 1850, depois de descrever como um corte com um sabre curvo na cabeça de um colega oficial foi evitado pela armação de arame de seu gorro de penas, disse: "Burroughs' o gorro de penas salvou sua vida deste corte de espada, como muitas de nossas vidas foram salvas por ele, na campanha de clima quente que se seguiu, do sol", citando imediatamente um panfleto de 1884 do Lorde Archibald Campbell em defesa do gorro de penas como sendo:

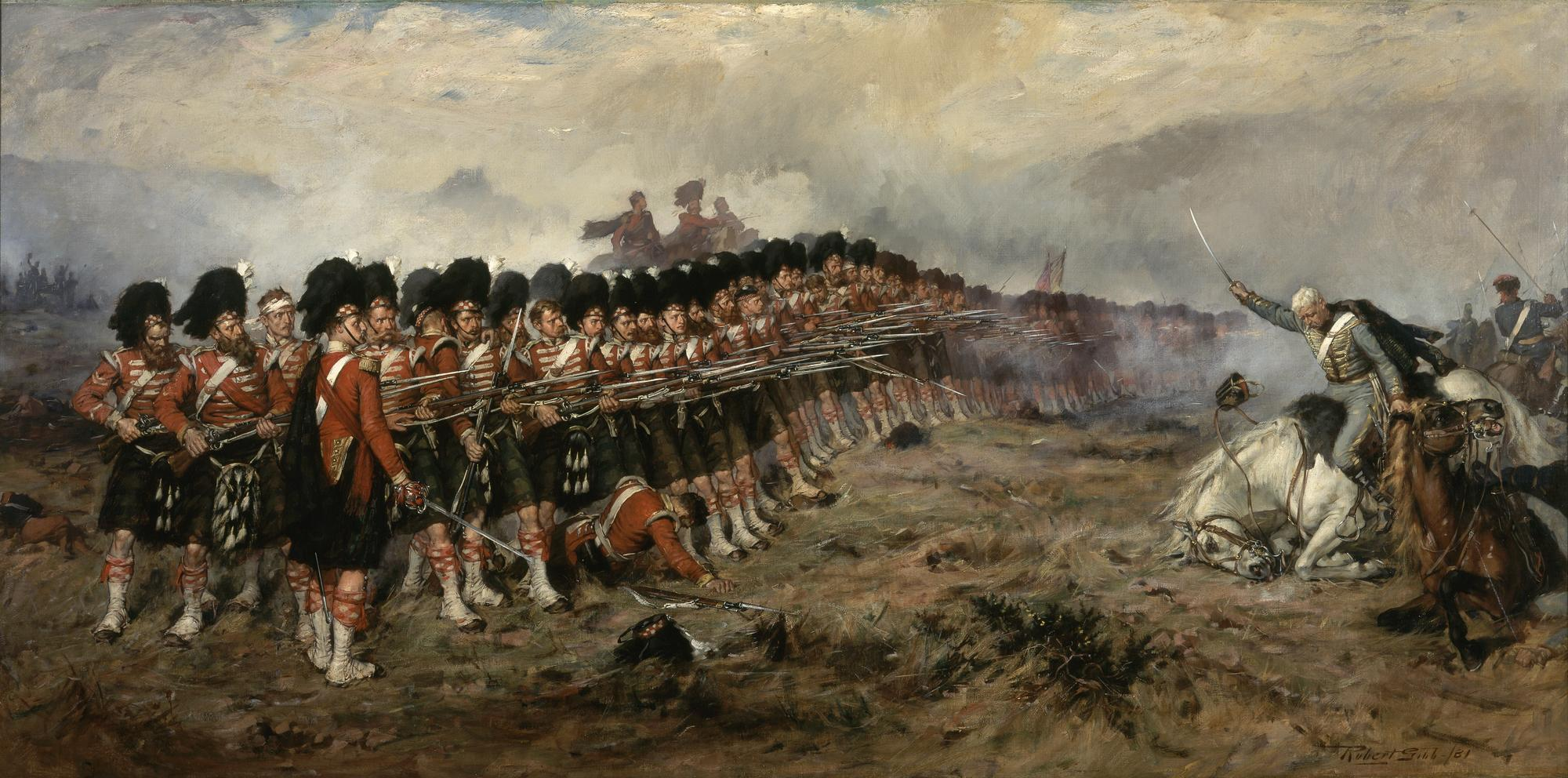
Gorros de penas, como os usados pelos Sutherland Highlanders em formação durante a 'Batalha de Balaclava', que repeliram a cavalaria russa, em 1856.

| “ | [...] não apenas o chapéu mais útil do exército britânico como proteção contra cortes de espada, mas também, quando devidamente maquiado, o mais perfeitamente ventilado e mais fresco para climas quentes até então inventado. | ” |